# Dirichletscher Approximationssatz
Der dirichletsche Approximationssatz, benannt nach Peter Gustav Lejeune Dirichlet, ist ein mathematischer Satz über die Qualität der Approximation (Annäherung) reeller Zahlen durch rationale Zahlen.
Der Satz lautet:
Zu jedem {\displaystyle \alpha \in \mathbb {R} } und jedem {\displaystyle N\in \mathbb {N} } existieren ein {\displaystyle q\in \mathbb {N} ,1\leq q\leq N} und ein {\displaystyle p\in \mathbb {Z} }, so dass
{\displaystyle \left|q\alpha -p\right|\leq {\frac {1}{N+1}}.}
Dieser Satz kann mithilfe des Schubfachprinzips bewiesen werden.
Aus dem Satz folgt nach Division durch {\displaystyle q} und Beachtung von {\displaystyle q<N+1}, dass es zu jedem reellen {\displaystyle \alpha } unendlich viele Paare {\displaystyle (p,q)} ganzer Zahlen gibt, die
{\displaystyle \left|\alpha -{\frac {p}{q}}\right|<{\frac {1}{q^{2}}}}
erfüllen. Für rationale Zahlen {\displaystyle \alpha ={\tfrac {a}{b}}} haben fast alle solche Approximationen die Form {\displaystyle p=ka,q=kb}, interessant ist die Unendlichkeitsaussage also nur für irrationale Zahlen. Der Satz von Hurwitz verbessert die Ungleichung noch um den Faktor {\displaystyle {\sqrt {5}}}.
Beispiel: Sei {\displaystyle \alpha ={\sqrt {2}}} und {\displaystyle N=10}. Dann ist nach dem dirichletschen Approximationssatz (mindestens) eine der Zahlen {\displaystyle {\sqrt {2}},2{\sqrt {2}},\dotsc ,10{\sqrt {2}}} um höchstens {\displaystyle 1/11} von einer ganzen Zahl entfernt. Tatsächlich ist
{\displaystyle \left|5{\sqrt {2}}-7\right|=\left|7,07106\dotso -7\right|=0.07106\dotso \leq 0.090909\dotso ={\frac {1}{11}}.}